# João Severiano da Câmara
João Severiano da Câmara, mais conhecido como João Câmara (Taipu, 8 de março de 1895 — Natal, 12 de dezembro de 1948) foi um agropecuarista, comerciante, industrial e político brasileiro que foi deputado estadual no Rio Grande do Norte e senador pelo mesmo estado.

## Biografia
Fazendeiro, criador de gado e plantador de algodão, exportador e industrial, desempenhou papel fundamental na criação e desenvolvimento do município de Baixa Verde, hoje João Câmara, sendo seu primeiro prefeito.
Em outubro de 1934, foi eleito para a assembléia constituinte do Rio Grande do Norte pelo Partido Popular (PP), sendo um dos signatários da constituição estadual de 1936.
Com a implantação do Estado Novo, teve seu mandato extinto, em novembro de 1937.
Redemocratizado o país, elegeu-se senador em janeiro de 1947 pelo PSD, do qual foi um dos fundadores em seu estado.
Quando faleceu, era um dos nomes cogitados para concorrer ao governo.